# Grajski biki
Grajski biki je slovenski črno-beli dramski film iz leta 1967 v režiji Jožeta Pogačnika. Film je bil predvajan na Mednarodnem filmskem festivalu Mannheim-Heidelberg leta 1967.

## Igralci
- Nikola-Kole Angelovski kot Peter
- Maks Bajc kot tajnik
- Miha Baloh kot Tarzan
- Polde Bibič kot predsednik
- Demeter Bitenc
- Hana Brejchová kot Marija
- Nikola Čobanović
- Niko Goršič
- Marjan Hlastec
- Janko Hočevar
- Tone Homar
- Vinko Hrastelj
- Milan Jelič kot Miki
- Minca Jeraj
- Matjaž Kocbek
- Elvira Kralj
- Lado Leskovar kot Nande
- Olivera Markovič kot Marjana
- Milutin Mičović kot Danny
- Brane Miladino
- Branka Petrič kot medicinska sestra
- Duša Počkaj kot Francijeva mama
- Metka Putglej
- Ali Raner kot Marjan
- Janez Rohaček kot upravnik
- Lojze Rozman kot Francijev oče
- Stane Sever kot Petrov oče
- Arnold Tovornik
- Aleksander Valič kot poštar
- Joze Zupan
- Milan Bavec